# 돌도마뱀붙이과
돌도마뱀붙이과(Diplodactylidae)는 뱀목 도마뱀붙이하목에 속하는 파충류 과이다. 25개 속에 약 126여 종으로 이루어져 있다. 오스트레일리아와 뉴질랜드, 누벨칼레도니에서 발견된다. 3개 속(Oedura, Rhacodactylus, Hoplodactylus)은 최근에 새로운 여러 개의 속으로 분리되었다. 이전 분류 체계에서 돌도마뱀붙이과는 돌도마뱀붙이아과(Diplodactylinae)로 분류되었다.

## 하위 속
- Amalosia - 4종
- Bavayia - 12종
- Correlophus - 3종
- Crenadactylus - 1종
- Dactylocnemis - 1종
- Dierogekko - 8종
- Diplodactylus - 18종
- Eurydactylodes - 4종
- Hesperoedura - 1종
- Hoplodactylus - 2종
- Lucasium - 11종
- Mniarogekko - 2종
- Mokopirirakau - 4종
- Naultinus - 8종
- Nebulifera - 1종
- Oedodera - 1종
- Oedura - 9종
- Paniegekko - 1종
- Pseudothecadactylus - 3종
- Rhacodactylus - 4종
- Rhynchoedura - 6종
- Strophurus - 17종
- Toropuku - 1종
- Tukutuku - 1종
- Woodworthia - 3종